# Fugleliv i vågerne
Fugleliv i vågerne er en dansk dokumentarfilm fra 1951, der er instrueret af Arthur Christiansen.

## Handling
Når de danske have fryser til, må de overvintrende svømmefugle søge sammen på strømsteder med åbent vand, for eksempel Kalvebod Strand, hvor fuglene fodres af politi og dyreværn. Her kommer sangsvaner og knopsvaner, forskellige andearter og måger.